# Asparagus longiflorus
Asparagus longiflorus är en sparrisväxtart som beskrevs av Adrien René Franchet. Asparagus longiflorus ingår i släktet sparrisar, och familjen sparrisväxter. Inga underarter finns listade i Catalogue of Life.